# Gionee
Gionee（ジオニー、金立通信设备有限公司）は中華人民共和国広東省深圳に本社を置くスマートフォンおよび電子機器メーカーである。

## 歴史
2002年9月に設立。主に自社で研究開発、生産加工を行い、海外40以上の国・地域に輸出している。
かつては中国スマホ市場でTOP5、世界スマホ市場でもTOP10にランクインしたこともある、有力スマホメーカーの一つで、特にインド市場では中国スマホ勢の中でトップシェアとなったこともある。2017年11月に発表された第一手機界研究院（中国の調査機関）のデータによると、中国国内における端末出荷台数でHuawei、OPPO、Vivo、アップル、サムスンに次ぐ6位にランク付けされ、一時的にシャオミを抜いた。
2016年にはスマートフォンの販売台数が4,000万台を突破したが、2017年には3000万台にまで落ち込んだ。中国スマホ市場における2017年度の市場シェアは6位の魅族に次ぐ7位で、約3%であった。
スマホの出荷数は少ないものの「セルフィー重視のスマホ」などには固定ファンがあり、2016年までは経営が良好だったが、2017年以降に急速に経営が悪化。2018年11月に「劉董事長がカジノで100億以上負けた」と言う報道があったのがきっかけとなり、2018年12月に破産。